# Pont du Lac-Ha! Ha!
Pour les articles homonymes, voir Ha! Ha!.
Le pont du Lac-Ha! Ha! enjambe la rivière Ha! Ha! depuis 1934. Il mesure 37 m de long et 3,66 de haut. Il serait le seul pont couvert du Québec dont le lambris est en tôle ondulée.

## Histoire
Le pont fut construit en 1934.
Le pont couvert a été cité site patrimonial avec la halte routière adjacente par la Municipalité de Ferland-et-Boilleau le 12 septembre 2011.
En date du 1er Aout 2015, le pont couvert  du Lac Ha! Ha! est fermé a la circulation.

## Toponyme
Le nom de Ha! Ha! fait référence à la rivière et au lac du même nom.

## Couleur
Le pont est actuellement vert avec les moulures blanches. Il a été anciennement blanc avec les moulures rouges.